# Al-Lessiya
Al-Lessiya era un llogaret, avui desaparegut sota les aigües del Llac Nasser, a uns 10 km al nord de Miam, 20 km al sud de Derr i 200 km al sud d'Assuan. Tuthmosis III vers el 1450 aC hi va construir un temple o capella dedicat al deu Dedun, l'equivalent a Horus a Miam, i al deu Seth, que fou excavada a la roca. El temple té moltes imatges del faraó entre els déus. Ramsès II va modificar la decoració i es va representar a si mateix amb Amon i Horus.
El temple fou regalat pel govern egipci al govern italià per la seva participació en el rescat dels monuments a Núbia. Desmuntat el 1964-1965 fou reconstruït al Museu egipci de Torí i obert al públic el 1970.